# Fox Lake Hills
Fox Lake Hills es un lugar designado por el censo ubicado en el condado de Lake en el estado estadounidense de Illinois. En el Censo de 2010 tenía una población de 2591 habitantes y una densidad poblacional de 551,79 personas por km².

## Geografía
Fox Lake Hills se encuentra ubicado en las coordenadas 42°24′49″N 88°7′34″O / 42.41361, -88.12611. Según la Oficina del Censo de los Estados Unidos, Fox Lake Hills tiene una superficie total de 4,7 km², de la cual 3,3 km² corresponden a tierra firme y (29,78%) 1,4 km² es agua.

## Demografía
Según el censo de 2010, había 2591 personas residiendo en Fox Lake Hills. La densidad de población era de 551,79 hab./km². De los 2591 habitantes, Fox Lake Hills estaba compuesto por el 93,01% blancos, el 2,01% eran afroamericanos, el 0,19% eran amerindios, el 0,69% eran asiáticos, el 0% eran isleños del Pacífico, el 2,7% eran de otras razas y el 1,39% pertenecían a dos o más razas. Del total de la población el 6,45% eran hispanos o latinos de cualquier raza.